# إنجر جاكوبسن
إنجر جاكوبسن (بالنرويجية البوكمول: Inger Jacobsen)‏ هي مغنية وممثلة نرويجية، ولدت في 13 أكتوبر 1923 في النرويج، وتوفيت في 21 يوليو 1996 بأوسلو في النرويج بسبب سرطان.

## وصلات خارجية
- إنجر جاكوبسن على موقع IMDb (الإنجليزية)
- إنجر جاكوبسن على موقع ميوزك برينز (الإنجليزية)
- إنجر جاكوبسن على موقع قاعدة بيانات الأفلام السويدية (السويدية)
- إنجر جاكوبسن على موقع ديسكوغز (الإنجليزية)
- إنجر جاكوبسن على موقع قاعدة بيانات الفيلم (الإنجليزية)